# Haematobosca hirtifrons
Haematobosca hirtifrons är en tvåvingeart som först beskrevs av Malloch 1932.  Haematobosca hirtifrons ingår i släktet Haematobosca och familjen husflugor.
Artens utbredningsområde är Kenya. Inga underarter finns listade i Catalogue of Life.